# Пінта
Пінта — одиниця об'єму в системі англійських мір. Використовується в основному в США, Великій Британії та Ірландії. Однак величина американської та англійської пінт неоднакова:
- 1 англійська пінта = 0,56826125 літра
- 1 американська рідка пінта = 0,473176473 літра (пивна пінта тільки одна — англійська)
- 1 американська суха пінта = 0,5506104713575 літра
- 1 метрична пінта = 0,5 літра (використовується неформально)

В наш час у результаті впровадження метричної системи вимірювань пінта використовується у Великій Британії лише як міра об'єму для пива або сидру в роздрібній торгівлі, а також, меншою мірою, як міра об'єму для молока. В Ірландії пінта використовується тільки в роздрібній торгівлі пивом та сидром, у барах і клубах. У торгівлі іншими рідинами офіційно використовують метричну систему, однак, неофіційно у повсякденному житті використовують пінту.

## Історія
Пінта є похідною величиною від галона — одна восьма його частина. Галон спочатку визначався як об'єм 8 фунтів пшениці. Пізніше інші різновиди були введені в ужиток для інших продуктів і, відповідно, з'явилися нові варіанти пінт. Америка прийняла британський винний галон, визначений у 1707 році як 231 кубічний дюйм, як основну міру об'єму рідини. Звідси була виведена американська рідка пінта. Був також прийнятий британський кукурудзяний галон (268,8 кубічного дюйма) як міра об'єму сипких тіл. Звідси походить американська суха пінта. У 1824 році британський парламент замінив всі варіанти галона на один імперський галон, визначений як 10 фунтів дистильованої води при температурі 62 °F (277,42 кубічного дюйма). Це і визначило сучасну британську пінту.